# EXTL1
EXTL1‏ (Exostosin like glycosyltransferase 1) هوَ بروتين يُشَفر بواسطة جين EXTL1 في الإنسان.